# Ecce homo
Z znamenjem Ecce homo (klasična izgovorjava [ˈɛkːɛ ˈhɔmoː], tudi Zasmehovanje Kristusa) po Janezovem evangeliju rimski guverner Judeje Poncij Pilat predstavlja ljudstvu mučenega ujetnika Jezusa iz Nazareta, oblečenega v škrlatno haljo in okronanega s trnovo krono, ker ni našel na njem nobene krivde. Ko so ga véliki duhovniki in služabniki videli, so zavpili: »Križaj ga, križaj ga!« (Jn 19,4-6).
V izvirnem grškem besedilu Janezovega evangelija se klic glasi ἰδοὺ ὁ ἄνθρωπος (idoù ho ánthropos) in pomeni »Glejte, človek«. Latinska fraza prihaja iz Vulgate (Joh 19,5 VUL) in od tam je vstopila v krščansko tradicijo in umetnostno zgodovino.

## Ecce homokot motiv v umetnosti
V krščanski umetnosti obstajata dva slikovna motiva, ki ju imenujemo Ecce homo:
- dejanska ponazoritev prizora iz Janezovega evangelija 19 (redko imenovan tudi Predstavitev Gospoda), ki prikazuje vsaj Pilata in Jezusa ter večinoma prebivalce Jeruzalema, ki se mu posmehujejo, deloma pa tudi samo mesto;
- Pobožne podobe, ki prikazujejo Jezusa stoječega (kot dopasno ali celopostavno figuro), ogrnjenega s škrlatnim ogrinjalom, z opasico, trnovo krono in ranami, ki so mu jih zadali z mučenjem. Če so na takšni podobi tudi rane, ki so posledice križanja (predvsem rana zaradi sulice), potem tak motiv imenujemo Mož bolečin (Imago Pietatis, Schmerzensmann, Man of Sorrows). Če pa je Kristus prikazan sedeč (pogosto naslikan naslonjen z roko na stegno), je to motiv Kristus pri počitku. Vendar pa obe predstavitvi pogosto, a ikonografsko napačno, imenujejo Ecce homo.

Prve predstavitve scene ecce homo v vizualnih umetnostih najdemo v 9. in 10. stoletju v sirsko-bizantinski kulturi. Srednjeveške zahodnjaške upodobitve, ki kažejo motiv ecce homo in so jih pogosto razlagali na ta način, pa po navadi ponazarjajo prizorišče kronanja s trnjem in zasmehovanje Jezusa, ki je predhodnik biblijskemu prizoru Ecce-homo.
Motiv je našel široko uporabo v 15. in 16. stoletju, ko je pasijon postal osrednja tema zahodne pobožnosti. Scena ecce homo je bila vključena v igro Pasijon srednjeveškega gledališča kot tudi v skoraj scenske ilustracije zgodbe o Pasijonu, na primer v Pasjonih Albrechta Dürerja ali v grafikah Martina Schongauerja. Prizor so pogosto predstavljali tudi kot skulpturo ali skupino skulptur (zlasti v Franciji); nastale so tudi oltarne slike in druge slike z motivom (na primer Hieronymus Bosch ali Hans Holbein starejši). Tako kot Pasijonska igra so se tudi slikovne uprizoritve scene Ecce Homo pogosto uporabljale za protijudovske upodobitve prebivalcev Jeruzalema, za katere so bile značilne vznemirjene geste in izkrivljene grimase.
V poznem srednjem veku se je pojavil tudi motiv posamezne figure trpečega Jezusa, za katerega se zdi, da pogosto gleda neposredno v gledalca in tako omogoča osebno poistovetenje s trpljenjem. Hkrati so podobni motivi Mož bolečin in Kristus pri počitku postajali vse pomembnejši v zahodni umetnosti. Motiv se pogosto uporablja tudi v kasnejših grafikah (Jacques Callot in Rembrandt), renesančnem in baročnem slikarstvu (Tizian, Caravaggio, Correggio, Peter Paul Rubens) in baročni skulpturi.
Albrecht Dürer je trpečega Kristusa že upodobil v sceni ecce homo njegovega Velikega pasijona v presenetljivi podobnosti njegovemu avtoportretu iz leta 1498, s čimer je motiv mogoče interpretirati v metaforo umetnikovega trpljenja. James Ensor motiv ecce homo uporablja v svoji grozljivo ironični grafiki Kristus in kritika iz leta 1891, v kateri se portretira kot Kristus.
Mladi grof Nikolaus Ludwig von Zinzendorf si je 22. maja 1719 v düsseldorfski Gemäldegalerie ogledoval ecce homo sliko Domenica Fetija s podpisom Ego pro te haec passus sum; tu vero, quid fecisti pro me? (prevedeno 'To sem trpel zaradi tebe; ampak ti, kaj si naredil zame?' na svojem Grand Tour potovanju. Ta izkušnja je privedla do razjasnitve in poglabljanja njegove samopodobe kot kristjana. Postal je znan kot ustanovitelj Moravske cerkve v Zgornji Lužici in kot izumitelj moravskih sloganov.
Še posebej v 19. in 20. stoletju se širi pomen motiva ecce homo kot slike trpljenja in degradacije ljudi z nasiljem in vojno. Znana upodobitev modernizma sta pozno delo Lovisa Corintha Ecce homo (1925), ki prikazuje Jezusa s Pilatom, oblečenega kot zdravnika in vojaka z vidika množice, in Otta Dixa Ecce homo z avtoportretom za bodečo žico iz leta 1948.
George Grosz je objavil 100-delni slikovni cikel pod naslovom Ecce Homo. Paul Meissner je večkrat predstavil tudi motiv trpečega Jezusa, upodobitev motiva Elíasa Garcíe Martíneza pa je poleti 2012, v vasi Borja blizu Saragossa, upokojena Cecilia Giménez, poskušala obnoviti delo, oskrunila Martínezovo podobo Kristusa, imenovano Ecce homo, kar je povzročilo medijsko pokritost po vsem svetu. 
- Ignazio Jacometti, 1852 (Scala Santa)
- Antonio Ciseri, 19. st.
- Lovis Corinth, 1925

## Ecce homokot citat

### Napoleon in Goethe
Ko je spoznal Johanna Wolfganga von Goetheja, naj bi Napoleon Bonaparte začel pogovor z besedami Vous êtes un homme (druga različica: Voilà un homme). Izrek se pogosto razlaga kot ecce homo parafraza v smislu Poglejte, kakšen človek.

### Nietzsche
Filozof Friedrich Nietzsche je enemu svojih poznejših del, v katerem je svoje življenje in svoje filozofsko delo upravičil sebi in svoji publiki, dal naslov Ecce homo. Isti naslov nosi tudi kratka Nietzschejeva pesem. (Ni jasno, ali se Nietzsche sklicuje neposredno na biblijski odlomek ali na Napoleonovo besedo.  )

### Besedna igra v homoseksualnem kontekstu
Zaradi glasovne povezave med latinsko homo = 'moški', 'človek' in homo kot kratka oblika za homoseksualca (iz grščine ὅμος homos = 'enak') se Ecce homo v homoseksualnem kontekstu uporablja tudi kot krilatica in naslov. Včasih igrajo vlogo tudi religija, trpljenje ali izjava (tudi) človek.
Galerija Highway v Santa Monici je gostila tridnevni festival performansov Ecce Lesbo / Ecce Homo vsak julij od leta 1989 do 2004. Po vsej Evropi sporna turnejska razstava švedske fotografinje Elisabeth Ohlson Wallin z naslovom Ecce homo iz leta 1998 prikazuje dvanajst fotografij, ki prikazujejo Jezusa skupaj s homoseksualci in temeljijo na dobro znanih reprezentacijah vizualne umetnosti. Biblijski ecce homo motiv med slikami ni zastopan.

## Druga uporaba v umetnosti

### Glasba
Glasbena dela naslednjih ljudi imajo v imenu Ecce homo:
- Howard Goodall: Ecce homo qui est faba, tematska glasba za TV serijo Mr. Bean
- Grant Hart: album Ecce homo (1996)
- Sphincter: Album Glej, kakšen človek! (1989)
- Skrite kamere: Album Ecce homo (2003)
- Felicitas Kukuck: Cerkvena opera Ecce homo
- Siegfried Reda: Ecce homo za štiriglasni zbor
- Rantanplan: pesem Ecce homo (1882) na albumu Samba (izdana 2000)
- Finsterforst: pesem Ecce homo na albumu Zerfall (izšlo 2019)

### Film
Naslednji filmi imajo v imenu Ecce homo:
- Behold A Man (Ecce Homo) (1968), režija: Bruno Gaburro, soundtrack: Ennio Morricone, z Michelom Simonom
- Ecce homo (2004), režija: Max Williams, kamera: Emanuel Altenburger, z Joergom Stadlerjem, kratki film Londonske filmske akademije

## Drugo
Slavolok Ecce Homo, ki ga je zgradil cesar Hadrijan, je v Jeruzalemu. Povezan je z baziliko Ecce Homo, zgrajeno v 19. stoletju.
Glejte, to je človek je bil moto 100. nemškega katoliškega dne 2016.